# Póvoa de Varzim
Póvoa de Varzim – miejscowość w Portugalii, leżąca w dystrykcie Porto, w regionie Północ, w podregionie Grande Porto. Miejscowość jest siedzibą gminy o tej samej nazwie.

## Demografia
| Liczba ludności gminy Póvoa de Varzim (1801–2011) | Liczba ludności gminy Póvoa de Varzim (1801–2011) | Liczba ludności gminy Póvoa de Varzim (1801–2011) | Liczba ludności gminy Póvoa de Varzim (1801–2011) | Liczba ludności gminy Póvoa de Varzim (1801–2011) | Liczba ludności gminy Póvoa de Varzim (1801–2011) | Liczba ludności gminy Póvoa de Varzim (1801–2011) | Liczba ludności gminy Póvoa de Varzim (1801–2011) | Liczba ludności gminy Póvoa de Varzim (1801–2011) | Liczba ludności gminy Póvoa de Varzim (1801–2011) |
| ------------------------------------------------- | ------------------------------------------------- | ------------------------------------------------- | ------------------------------------------------- | ------------------------------------------------- | ------------------------------------------------- | ------------------------------------------------- | ------------------------------------------------- | ------------------------------------------------- | ------------------------------------------------- |
| 1801                                              | 1849                                              | 1900                                              | 1930                                              | 1960                                              | 1981                                              | 1991                                              | 2001                                              | 2004                                              | 2011                                              |
| 4 676                                             | 15 300                                            | 24 527                                            | 28 780                                            | 40 444                                            | 54 248                                            | 54 788                                            | 63 470                                            | 65 452                                            | 63 408                                            |

## Sołectwa

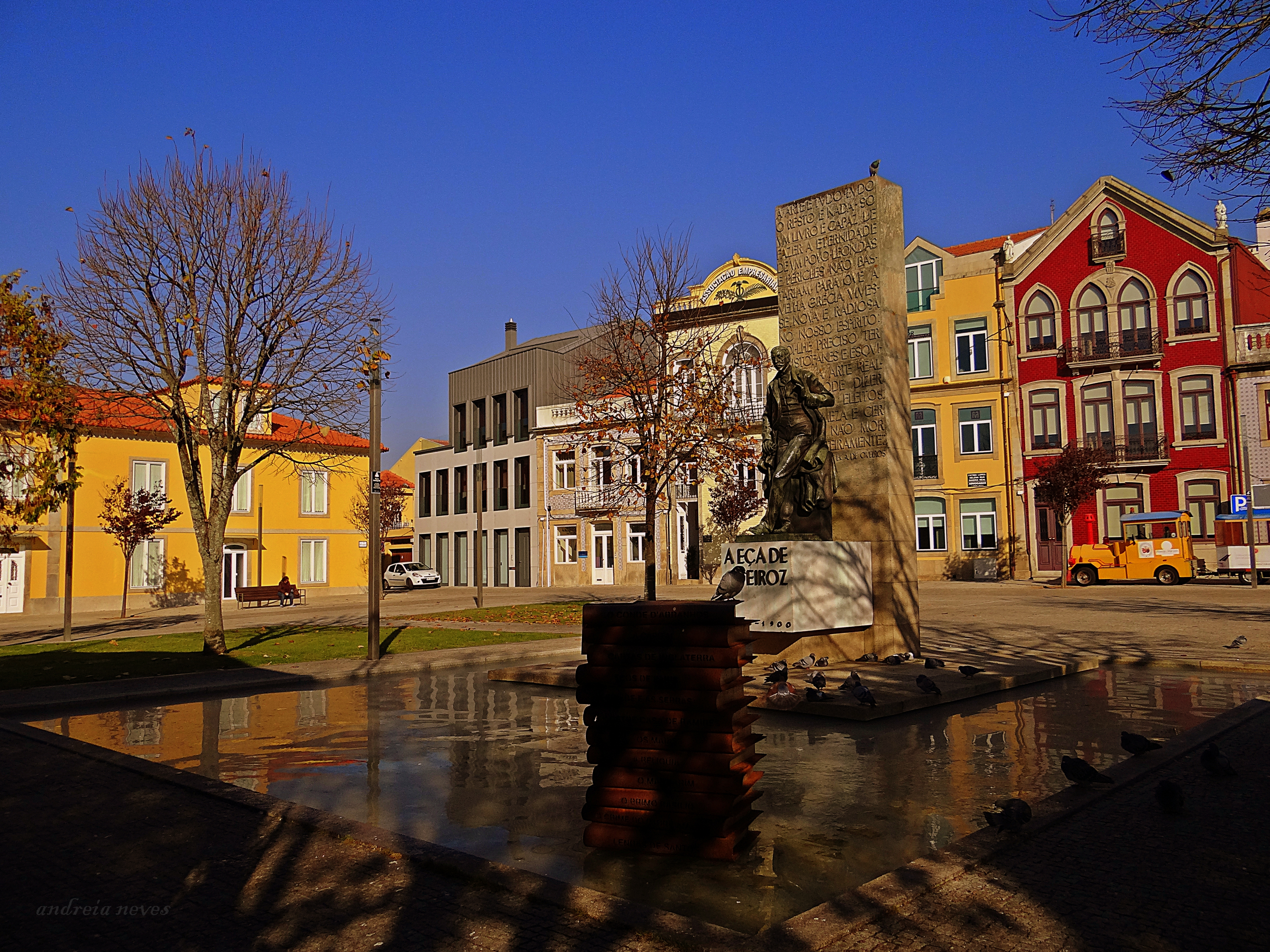
Praça do Almada

Sołectwa gminy Póvoa de Varzim (ludność wg stanu na 2011 r.)
- A Ver-o-Mar - 8675 osób
- Aguçadoura - 4257 osób
- Amorim - 2784 osoby
- Argivai - 2163 osoby
- Balazar - 2543 osoby
- Beiriz - 3683 osoby
- Estela - 2316 osób
- Laúndos - 2055 osób
- Navais - 1479 osób
- Póvoa de Varzim - 28 420 osób
- Rates - 2505 osób
- Terroso - 2528 osób